# 多度津工学試験所
多度津工学試験所（たどつこうがくしけんじょ）は、香川県仲多度郡多度津町西港町にかつて設けられていた原子力発電用機器の耐震試験をおこなうための研究施設。

## 概要
財団法人原子力試験工学センターは1976年発足した。センター発足のきっかけは机上の安全論議を重ねても国民の納得は得られないという着想があり、また当時進捗しつつあった改良標準化計画に試験成果をフィードバックする意図もあった。このため原子力発電所の耐震設計手法の妥当性および地震時の設備の健全性の確認を行う目的で、本試験所が建設された。試験設備の建設には当初260億円が見込まれ、実際には310億円かかった。1982年に完成した。大型振動台で設備を実証試験する試みはセンター設立当時には世界でも類例がなく、試験所の建設を知ったアメリカからは共同研究が申し入れされ1981年より「日米原子力安全性研究協議会」の一環としてスタートしたという。
本試験所は後に財団法人原子力発電技術機構に移管した。同機構は2007年3月に解散し、その事業はエネルギー総合工学研究所等に引き継がれた。

## 試験設備
世界最大と称される大型高性能振動台設備があり、原子炉圧力容器など原子力発電用機器等を実際に載せて揺らすなど、耐震信頼性実証試験が行われてきた。阪神・淡路大震災の7倍の6000ガルの揺れを作り出せる15メートル四方の振動台の上に、最大重量1000トンまでの設備を載せて振動テストを実施することができた。高圧ガスタンク、原子炉建屋の耐震試験等も実施され、末期は一般の家屋や家具の加振試験も受託した。

### 主要機器構成
大型高性能振動台設備の主要構成は下記。
1. 制御装置・計測データ処理設備
2. 振動台テーブル

- 溶接格子箱けた構造

1. 水平加振機（7基）

- 出力：±450tg、サーボ弁3個付属

1. 垂直加振機（12基）

- 出力：±300tg、バランスシリンダ内蔵、サーボ弁1個付属

1. 耐力壁
2. 耐力床
3. 試験ピット
4. 天井クレーン（250t×2基）
5. アキュムレータ・ユニット（36基）
6. 油圧ポンプ

### 振動台性能
振動台の主要性能は下記となる。製造メーカーは三菱重工であり、同社は大型振動台を1970年に科学技術庁国立防災研究センターに納入して以来、経験の蓄積に努め、本機を開発した際は、当時存在した最大の大型振動台の10倍の加振力を有する、世界最大の設備であった。
| 項目               | 項目               | 性能                                      | 備考                                                    |
| ------------------ | ------------------ | ----------------------------------------- | ------------------------------------------------------- |
| 最大積載重量       | 最大積載重量       | 1000t                                     |                                                         |
| テーブル寸法       | テーブル寸法       | 15×15m                                    |                                                         |
| 加振方向           | 加振方向           | 同時2軸                                   | 水平1軸、垂直1軸                                        |
| 最大ストローク     | 水平               | ±200mm                                    |                                                         |
| 最大ストローク     | 垂直               | ±100mm                                    |                                                         |
| 最大速度           | 水平               | 75cm/s                                    | 同時に垂直方向最大速度を満足すること                    |
| 最大速度           | 垂直               | 37.5cm/s                                  | 同時に水平方向最大速度を満足すること                    |
| 最大加速度         | 水平               | 無負荷：約5g 500t：約2.72g 1000t：1.84g   | 慣性負荷積載時                                          |
| 最大加速度         | 垂直               | 無負荷：約2.5g 500t：約1.36g 1000t：0.92g | 慣性負荷積載時                                          |
| 最大加振力         | 水平               | 3000tg                                    |                                                         |
| 最大加振力         | 垂直               | 3300tg                                    |                                                         |
| 転倒許容モーメント | 転倒許容モーメント | 6500t・m                                  | 垂直方向最大加速度発生時に満足すること                  |
| 転倒許容モーメント | 転倒許容モーメント | 12000t・m                                 | 垂直加振の無い場合                                      |
| 許容偏揺モーメント | 許容偏揺モーメント | 3000t・m                                  |                                                         |
| 加振持続時間       | 加振持続時間       | 20s                                       | 正弦波による加振時、最大速度にて、2軸同時加振可能なこと |
| 連続加振最大速度   | 連続加振最大速度   | 最大速度の5%                              | 2軸同時加振可能なこと                                   |
| 周波数範囲         | 周波数範囲         | 0-30Hz                                    |                                                         |

実際の原子力施設機器と同一材料の試験体に同一の振動応力を与えることを目的としているが、テーブルの寸法、重量の制約から載荷する試験体は実機より縮小した模型となる場合も想定された。そのため各試験でモデルとした地震入力をそのまま再現するのではなく、縮尺率の逆数倍の加速度として振動台に入力することとした。この他、据え付け床面の応答倍率、試験体の振動特性を考慮し500tの慣性負荷で2.72g（2670Gal）の水平加速度が得られるようにした。
また、各周波数による加振限界は一定ではない。無負荷で5g、500tで2.72gといった最大加速度値はいずれも10Hz（周期0.1秒）近辺における値である。本振動台の設計にあたっては原子力施設が高剛性故に高周波の振動に共振することを考慮し、ストロークと最大速度を大きくとることで、全体として4～17Hzの範囲で2000Gal以上の加振力を得ており、当時としては広帯域と言えた。ただし、それより高周波の領域では油圧シリンダの油の圧縮性の問題からテーブルの有効変位が小さくなるため限界性能は落ちている。
重心位置の高い試験体を水平加振するとロッキング運動を起こすため、この防止策として転倒防止モーメントが必要とされる。垂直加振機は3300tの加振能力の内1800tを転倒モーメント抑止のために充て、試験体の垂直加振に使われるのは1500tである。
計測データは新造当時から300点で同時計測が可能となるよう、付随する情報システムの仕様が決められた。サンプリングは最少1msで実施可能であり、計測データは11bit（サインビットを除く）にデジタル化される。ただし、振動台に付属するコンピュータは新造当時は計測データを磁気テープに記録することに主眼が置かれ、データ解析は他の大型コンピュータを使用する前提であった。

## 実施試験
1995年時点で下記のような試験を実施あるいは計画していた。
| 実証試験名称                   | 縮尺    | 試験体重量 | 主要構成                                                                           | 工程（年度） | 工程（年度） | 工程（年度） |
| 実証試験名称                   | 縮尺    | 試験体重量 | 主要構成                                                                           | 設計・制作   | 試験         | 解析・評価   |
| ------------------------------ | ------- | ---------- | ---------------------------------------------------------------------------------- | ------------ | ------------ | ------------ |
| PWR原子炉格納容器              | 1/3.7   | 350t       | 鋼製格納容器 （機器搬入口、エアロック、ポーラクレーン等を含む）                    | 1980－1982   | 1982－1983   | 1983         |
| BWR再循環系配管                | 1/1     | 665t       | 1ループ （配管、ポンプ、バルブ、サポートを含む）、支持構造物等                     | 1980－1983   | 1983－1984   | 1984         |
| PWR炉内構造物                  | 1/1     | 555t       | 燃料集合体一式、炉内構造物一式、制御棒駆動装置2基、支持構造物等                    | 1981－1984   | 1984－1985   | 1985－1986   |
| BWR炉内構造物                  | 1/1     | 750t       | 燃料集合体一式、炉内構造物一式、制御棒駆動装置2基、支持構造物等                    | 1982－1985   | 1986         | 1986－1987   |
| BWR原子炉格納容器              | 1/3.2   | 350t       | Mark II改良標準型鋼製格納容器 （機器搬入口、所員用エアロック等を含む）             | 1983－1986   | 1986－1987   | 1987－1988   |
| PWR一次冷却設備                | 1/2.5   | 525t       | 1ループ （一次冷却管、蒸気発生器、一次冷却材ポンプ、サポートを含む）、支持構造物等 | 1983－1987   | 1987         | 1988         |
| PWR原子炉容器                  | 1/1.5   | 700t       | 4ループ用原子炉容器 （ノズル、支持構造体、スタビライザ等を含む）                   | 1984－1988   | 1988         | 1988－1989   |
| BWR原子炉圧力容器              | 1/2     | 600t       | 原子炉圧力容器 （ノズル、支持構造体、スタビライザ等を含む）                        | 1986－1989   | 1989         | 1990         |
| 非常用ディーゼル発電機システム | 1/1     | 450t       | ディーゼル機関、発電機、付属設備、コンクリート基盤                                 | 1987－1990   | 1990－1991   | 1991         |
| 電算機システム                 | 1/1     | 81t        | 計算機システム、中操表示盤、オペレータコンソール、免震装置                         | 1988－1991   | 1991－1992   | 1992－1993   |
| 原子炉停止時冷却系等           | 1/1     | 294t       | 計器、計装盤、制御盤、電源盤系統、機器系統設備                                     | 1989－1992   | 1992－1993   | 1993－1994   |
| 主蒸気系等                     | 約1/2.5 | 190t       | 主蒸気配管、主給水配管、支持構造物                                                 | 1990－1993   | 1993－1994   | 1994－1996   |
| コンクリート製原子炉格納容器   | 約1/10  | 約500t     | プレストレスコンクリート製原子炉格納容器（PCCV） （機器搬入口、ライナ）            | 1992－1995   | 1995－1996   | 1996－1999   |
| コンクリート製原子炉格納容器   | 約1/8   | 約470t     | プレストレスコンクリート製原子炉格納容器（RCCV） （開口部、ライナ）                | 1992－1997   | 1997－1998   | 1998－1999   |

試験テーマは実際のプラントで発生した事故、トラブルへの対策を念頭に設定された。例えば、BWR再循環系配管試験は福島第一原子力発電所の1-3号機で発生した再循環ポンプのトラブルをきっかけとしており、スリーマイル島原子力発電所事故の一因となった圧力逃がし弁の機能維持問題についても1979年度より急遽実験テーマに組み込まれている。
各試験では設計用限界地震波（当時の耐震基準でS2と呼称）での振動のみならず、より大きな加振での試験が実施されている。例えば非常用ディーゼル発電機システムではS2の1.3倍で水平、垂直に振動させて設計上の安全余裕があることを確認している。原子炉停止時冷却系に対する試験ではS2の1.5倍での試験が実施され同様にシステム機能が維持されることを確認した。こうしたS2を超える模擬地震波は「安全裕度評価地震」と呼ばれ、原子炉格納容器の場合はやはりS2の1.5倍であった。
電算機システムでは4倍の割増加振試験が実施され、また振動台への直接設置の他免震床上に設置しての振動試験により免震機構の有用性も実証している。
兵庫県南部地震による知見が得られて以降、指摘されるようになったのは老朽化に関する研究の不足である。同地震直後、原子力安全委員会は耐震部会を設置、当時の耐震基準の妥当性を検証し、最大の水平地震力を記録した地域に軽水炉を設置しても問題はないとの結論を出したが、その直後、「原子力安全国際フォーラム」にて米独の研究者より老朽化した設備の耐震評価について当時全く研究例がないことが指摘された。この事を根拠に桜井淳は実証試験結果を尊重しつつ「それでも不安要因は消せない」と述べている。

## 設備廃止
2003年10月から施設を引き継いだ独立行政法人原子力安全基盤機構（JNES）は、今後はコンピューター解析だけで耐性分析は十分との理由で、効率化と維持費の削減のため試験所の閉鎖を決定した。また、文部科学省が兵庫県三木市にほぼ同規模の振動台を建設したこともあった。しかし、廃止については原子力安全委員会の委員で草創期よりプラント配管などの耐震性などの研究実績があった柴田碧東大名誉教授（当時）が反対する意見書を提出した。学生時代に原子力工学を学んだ吉井英勝参議院議員も国会内で取り上げた。吉井は圧力容器中の炉心隔壁が中性子を浴びて脆化することを懸念材料としていた。これに対して原子力研究開発機構理事長の鈴木篤之は福島第一原子力発電所事故に際してこの件でコメントし、放射線を浴びた老朽設備を持ち込むには発電所敷地内に施設が必要できりがなく、事故防止への反映させるため仮に試験を実施していたとしても、余り効果が無かったのではないかといった内容の反論をしている。
結局試験所は存続とならず、建物・敷地ごと、競争入札にかけたれた。今治造船が落札、造船会社に不要な振動台はすぐにスクラップ廃棄され、建物は現在船体の製造施設になっている。